# Fibratus

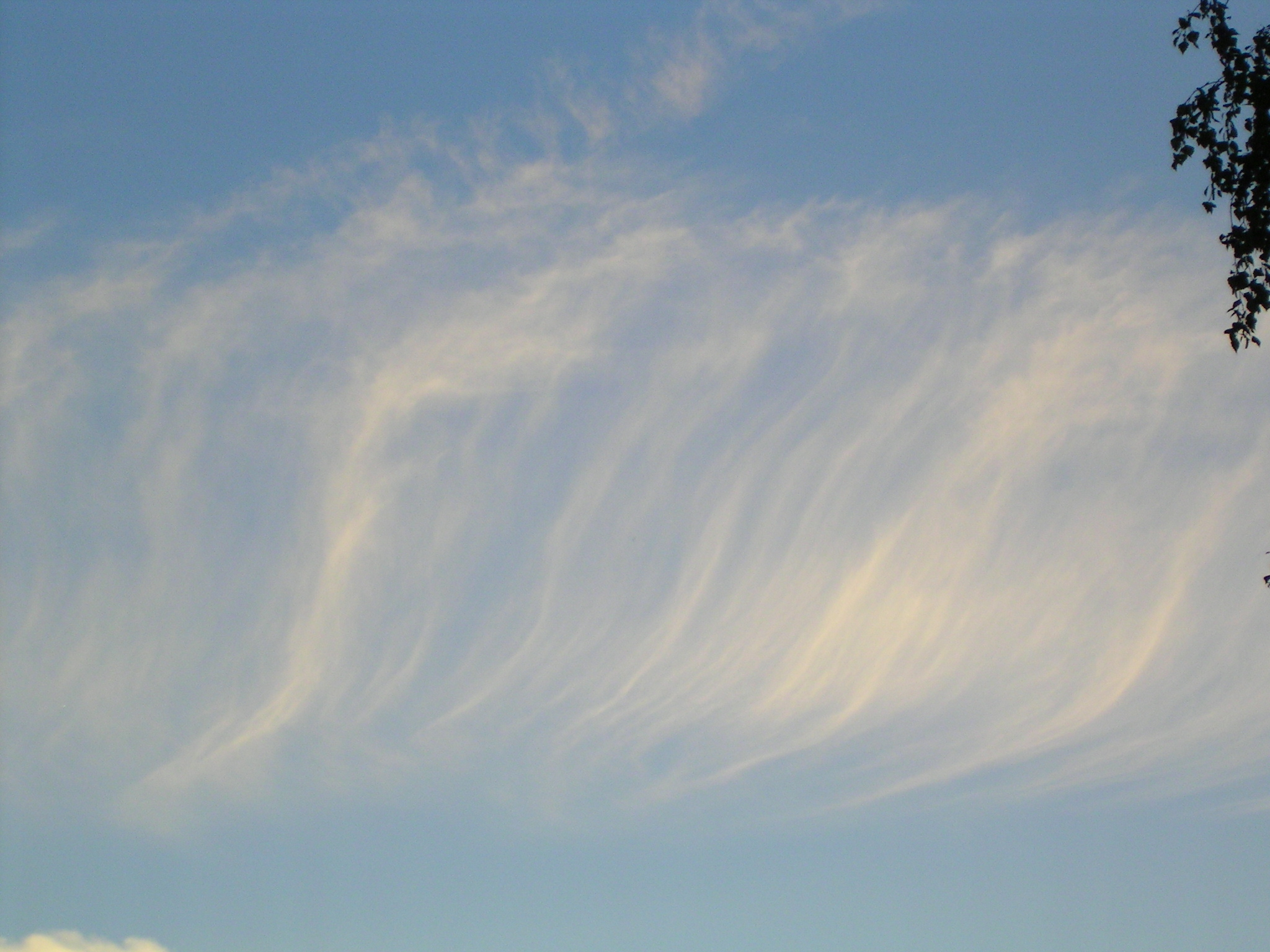
Cirrus fibratus (Ci fib)

Fibratus (Abk.: fib, lat. faserig) sind vereinzelte Wolken, die aus fast geradlinig oder auch mehr oder weniger unregelmäßig gekrümmten Fasern bestehen. 

## Beschreibung
Sie sehen aus wie gekämmt und sammeln sich nicht in einem Punkt wie die Art uncinus. Die Fasern können sich bei genügend starken Winden manchmal über einen recht großen Teil des Himmels erstrecken. Die Bezeichnung wird hauptsächlich bei Cirrus und Cirrostratus angewendet.